# Киляков, Владимир Ананьевич
Владимир Ананьевич Киляков — советский хозяйственный, государственный и политический деятель.

## Биография
Родился в 1929 году в Ростове-на-Дону. Член КПСС.
С 1949 года — на хозяйственной, общественной и политической работе. В 1949—1989 гг. — мастер, прораб в Южно-Сахалинском стройуправлении треста «Сахалиншахтострой», старший прораб, главный инженер, начальник Южно-Сахалинского стройуправления треста «Сахалиншахтострой», начальник управления отделочных работ треста «Сахалиншахтострой», главный инженер, управляющий строительным трестом № 1, главный инженер объединения «Сахалинстрой» Главдальстроя, начальник Главсахалинстроя. 
Делегат XXVII съезда КПСС.
Умер в 2003 году.